# Donggang (Dandong)
Koordinaten: 39° 57′ N, 123° 59′ O
Die Stadt Donggang (chinesisch 东港市, Pinyin Dōnggǎng Shì) ist eine kreisfreie Stadt der bezirksfreien Stadt Dandong in der nordostchinesischen Provinz Liaoning. Sie hat eine Fläche von 2.137 km² und zählt 568.566 Einwohner (Stand: Zensus 2020). Regierungssitz ist das Straßenviertel Dadong (大东街道). In Donggang wird der neue Überseehafen der Stadt Dandong (Dandong New Port) als Alternative zum Hafen Dalian aufgebaut.

## Administrative Gliederung
Auf Gemeindeebene setzt sich die kreisfreie Stadt aus drei Straßenvierteln, fünfzehn Großgemeinden und einer Gemeinde (der Mandschu) zusammen. 